# Єже (Мазовецьке воєводство)
Єже (пол. Jeże) — село в Польщі, у гміні Ступськ Млавського повіту Мазовецького воєводства.
Населення — 85 осіб (2011).
У 1975-1998 роках село належало до Цехановського воєводства.

## Демографія
Демографічна структура станом на 31 березня 2011 року:
|          | Загалом | Допрацездатний вік | Працездатний вік | Постпрацездатний вік |
| -------- | ------- | ------------------ | ---------------- | -------------------- |
| Чоловіки | 49      | 11                 | 36               | 2                    |
| Жінки    | 36      | 10                 | 18               | 8                    |
| Разом    | 85      | 21                 | 54               | 10                   |